# Turquía en los Juegos Olímpicos de Ámsterdam 1928
Turquía estuvo representada en los Juegos Olímpicos de Ámsterdam 1928 por un total de 31 deportistas masculinos que compitieron en 6 deportes.
El equipo olímpico turco no obtuvo ninguna medalla en estos Juegos.